# 오르도비스기-실루리아기 대멸종

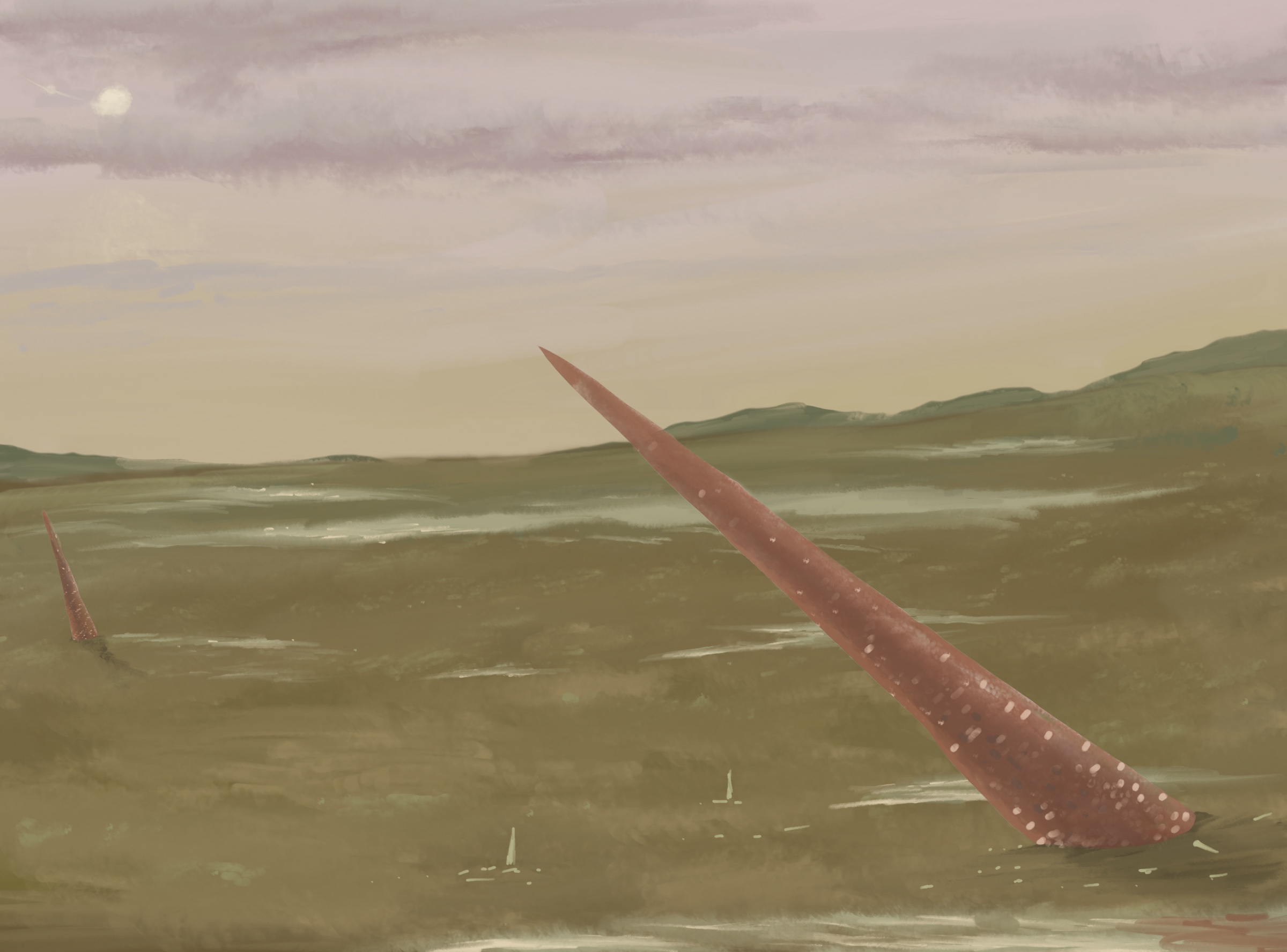

오르도비스기-실루리아기 대량절멸(Ordovician–Silurian extinction events)은 지구 역사상 5가지 주요 대량절멸 사건 중 두 번째로 많은 종들과 속이 절멸한 사건이다. 이 절멸 결과 해양 생태계는 큰 변화를 겪었는데 수많은 코노돈트, 삼엽충, 필석을 포함한 모든 완족류와 태충류의 1/3이 절멸하였다. 오르도비스기-실루리아기의 대량절멸은 오르도비스기 말기의 히르나트절에서 시작하여 실루리아기 루드단절까지 이어졌다. 총 멸종 사건은 455-430 Ma 전, 즉 대량절멸 기간을 포함한 오르도비스기 중기서부터 실루리아기 초기까지 이어진다. 이 대량절멸은 현생누대 있었던 5번의 주요 대량절멸 사건 중 처음으로 일어난 절멸이었으며 동물 생태계에 큰 영향을 미쳤다.
거의 모든 주요 분류군 내의 생물이 대량절멸 사건에 영향을 받았다. 이 기간 동안 전세계적으로 멸종이 일어나 해조류의 45-60%를 포함한 해양생물 종의 대략 85%가 절멸했다. 특히 완족동물, 이매패류, 극피동물, 태형동물, 산호가 가장 큰 영향을 받았다. 오르도비스기 말기의 냉각기 전까지 지구는 상대적으로 따뜻했으며 급격한 기후 변화와 해수면 하강으로 인한 급격한 서식지 파괴로 해양생물이 대량 절멸한 것으로 추정된다. 해수면이 하강하면서 대륙붕을 따라 서식하던 해양생물의 서식지가 피해를 입거나 때로는 완전히 파괴되었다. 이후 사하라 사막의 퇴적물을 통해 빙기에 대한 증거가 발견되었다. 해수면 하강과 빙기로 인한 지구 기온 하강이 대량절멸을 일으킨 주요 원인으로 추정된다.

## 영향
대량절멸 사건은 4억 4380만년 전 오르도비스기 생물 다양화 사건 도중 일어났다. 이 사건을 기준으로 오르도비스기와 실루리아기를 나눈다. 이 절멸 사건 동안 생물학적으로 반응하는 탄소 및 산소 동위원소에 급격한 변화가 일어났다. 이 기간 동안 무산소 영역이 급격히 확대되면서 큰 영향을 미친 것이다. 이러한 복잡성은 몇 가지 별개의 사건이 밀접한 연관을 지어 일어나거나 하나의 사건이 여러 단계를 거치면서 일어난 것으로 추정된다.
당시 거의 대부분의 다세포 생물은 바다에 서식하고 있었으며 당시 동물상 속의 49%를 차지하던 100여개의 과가 절멸하였다. 완족동물과 태형동물은 완전 쇠퇴하였으며 이 외에도 여러 삼엽충, 코노돈트, 필석 하위 수많은 과가 절멸하였다.
이 시기 해양생물 손실에 대한 통계적 분석 결과 급격한 다양성 감소는 종분화의 감소보다 멸종의 급격한 증가에 기인한 것으로 밝혀졌다. 플랑크톤 생활상을 가진 여러 해양생물군이 저서생물보다 더 많은 자외선을 쬐게 되면서 오르도비스 후기 더 심한 피해를 입었다. 플랑크톤에 서식했던 여러 해양생물은 대량절멸 중 저서생물에게 여러 영향을 받았으며 얉은 물에 서식하던 종은 심해에 서식하던 종보다 더 많이 멸종했을 것으로 추정한다.

## 추정 원인
이용 가능한 정보를 통해 분석한 결과, 오르도비스기-실루리아기 대량절멸은 다른 4개의 현생누대 절멸 사건의 환경과는 많이 다른 면을 가지고 있었으나 절멸에 이르기까지 과정들은 다른 절멸 사건들과는 다르지 않았다. 해수면 및 기후 변화, 운석 충돌 사건 및 화산 활동으로 인한 대기중 독가스, 재, 에어로졸 방출, 온실 효과, 대기중 광량 감소, 광합성 및 신체대사량 감소, 먹이사슬 파괴, 무산소화 등이다.

### 빙기 돌입
빙기 도달로 인한 두가지 환경 변화가 오르도비스기 후기 급격한 절멸 사태를 초래했다. 첫째로 지구 기후가 추워지면서 따뜻한 환경에 적응해 있던 생물다양성이 큰 타격을 입었다. 둘째로 물이 얼면서 빙하가 되는 등으로 해수면이 감소하면서 수많은 내해들이 사라지고 많은 토착 생물군이 파괴되었다. 빙하 주기 중 보다 전형적으로 온실 상태를 경험하던 히르나트절 온난기에서 오르도비스기를 끝내는 빙하기로 넘어갈 때 더 심하고 길게 빙기를 거치는 등 가장 혹독한 빙기를 겪었다.
남쪽의 초대륙인 곤드와나가 남극점을 지나면서 빙모가 형성되기 시작했다. 당시 있었던 북아프리카 및 인접한 남아메리카 동북쪽 지층의 오르도비스기 후기 지층 조사 결과 이 지역은 남극점 근처에 있던 것으로 확인되었다. 빙하는 세계의 대양에서 물을 가두는 역할을 한다. 간빙기에 자유로지는 물은 해수면 상승을 일으킨다. 반대로 빙기에 접어들며 방대한 대륙 내 얉은 오르도비스기 내해가 사라지면서 수많은 생태적 지위가 없어졌고 많은 유기체가 미약한 창시자 효과 상태로 돌아갔다. 다음번 빙하 주기에 달해 변화할 때마다 생물다양성은 급감하였으며 북아프리카 지층 구간에서는 총 5번의 빙기를 겪었다.

### 감마선 폭발 가설
일부 과학자들은 지구로부터 6,000년 광년 정도 떨어진, 우리 은하 근처에 있는 극초신성이 감마선 폭발을 일으켜 대량절멸이 일어났다고 주장한다. 10초간의 폭발로 지구 오존의 절반 이상이 순간적으로 없어져 행성에서 광합성을 하던 유기체를 비롯한 표면에 서식하는 생명체가 고도의 극자외선을 쬐게 되었다고 추정한다. 이 가설에서는 절멸 초기 일어난 양상을 설명할 수는 있으나 초신성 폭발이 근처에 일어났다는 명백한 증거가 부족하다.

### 화산 폭발 및 기후변화
오르도비스기 말기 빙기의 시작은 대기 중 이산화 탄소의 수치가 7,000ppm에서 4,400ppm으로 급격하게 감소하면서 시작되었다. 이산화탄소 농도의 급격한 감소는 실리케이트 퇴적물에 영향을 준 화산 활동을 통해 설명할 수 있다. 암석이 침식될 때 공기중 이산화탄소와 결합한다. 2009년 논문에서는 이산화탄소의 변화가 절멸에 주요한 영향을 일으켰다고 주장했다. 대기 및 해양의 이산화탄소 농도는 곤드와나 빙하의 성장과 감소에 영향을 받는다. 오르도비스기 말기 일어난 주요 화산의 분출활동은 이산화탄소가 포집되어 있는 애팔래치아산맥의 심한 풍화작용으로 균형을 이뤘다. 히르나트절에 이르러선 화산 활동이 중단되고 풍화 작용은 계속되면서 이산화탄소가 급격하게 줄어들었고 이로 인해 짧은 빙기를 맞이했다는 가설이다.

### 금속 중독
해양의 산소가 부족해질 경우 해저에 있는 독성 금속이 물에 녹을 수 있다. 해양 내 이용 가능한 영양염의 증가가 이 증거일 수 있다. 독성 금속은 먹이 사슬 최하에서부터 생명체를 여럿 죽이고 급격한 개체수 감소가 일어나 결국 먹이 사슬 위에 있는 개체의 먹이 부족에 직면하여 절멸되었다는 가설이다.

## 절멸 사건의 끝
오르도비스기-실루리아기 대량절멸은 빙하가 녹아 해수면이 상승하고 다시 한번 안정화 단계를 겪으면서 끝났다. 실루리아기가 시작될 때 대륙붕의 지속적인 범람으로 생명다양성이 회복되면서 해양 내의 생명체가 다시 분화하기 시작했다.

## 같이 보기
- 해양 산소결핍 사건
- 백악기-팔레오기 멸종
- 세계재앙위험
- 데본기 말기 절멸
- 근지구 초신성
- 페름기-트라이아스기 대량절멸
- 트라이아스기-쥐라기 절멸
- 안데스-사하라 빙기

## 참고 문헌
- Gradstein, Felix M.; Ogg, James G.; Smith, Alan G. (2004). 《A Geological Time Scale 2004》 3판. Cambridge University Press: Cambridge University Press. ISBN 9780521786737.
- Hallam, Anthony; Paul B., Wignall (1997). 《Mass Extinctions and Their Aftermath》. Oxford University Press. ISBN 9780191588396.
- Webby, Barry D.; Paris, Florentin; Droser, Mary L.; Percival, Ian G, 편집. (2004). 《The great Ordovician biodiversification event》. New York: Columbia University Press. ISBN 9780231501637.